# محمد خميس (لاعب)
محمد خميس (مواليد 11 مارس 1976، لاعب كرة قدم إماراتي معتزل يجيد اللعب في الوسط .
مثل نادي النصر طوال تاريخه الكروي ومنتخب الإمارات في كأس آسيا 2007 .

## روابط خارجية
- محمد خميس على موقع قاعدة بيانات كرة القدم.إي يو (الإنجليزية)
- محمد خميس على موقع ناشيونال فوتبول تيمز (الإنجليزية)